# Volksbank Ochtrup-Laer
Die Volksbank Ochtrup-Laer eG ist eine deutsche Genossenschaftsbank mit Sitz in der nordrhein-westfälischen Stadt Ochtrup im Kreis Steinfurt. 

## Geschichte
Am 18. Januar 1903 wurde der Ochtruper Spar- und Darlehenskassenverein eingetragene Genossenschaft mit unbeschränkter Haftung gegründet. Die Geschäfte wurden in den Räumen der Molkerei-, Bezugs- und Absatzgenossenschaft Ochtrup in der Gronauer Straße 52 abgewickelt. 1917 bezog die Genossenschaft den ersten angemieteten Büroraum am Kirchplatz 2. Am 8. Januar 1946 firmierte sie in Spar- und Darlehenskasse Ochtrup eGmbH um. 1951 bezog die Bank ein neu gebautes Bankgebäude in der Bergstraße 13. Zum 27. August 1952 fusionierte die Bank mit dem 1906 gegründeten Spar- und Darlehnskassenverein Welbergen-Langenhorst eGmuH mit dem Sitz in Welbergen. 1965 zog die Bank in die frühere Parkbesitzung Laurenz, Bergstraße 6, um, die bis heute Sitz der Volksbank Ochtrup eG ist. 1989 fusionierte die Volksbank Ochtrup e.G. mit der Volksbank Wettringen eG mit dem Sitz in Wettringen zur Volksbank Ochtrup eG. 1999 wurde die Tochtergesellschaft Volksbank Ochtrup eG und Grünewald & Niesing Immobilienservice GmbH gegründet.
Seit dem 4. September 2017 sind die Volksbank Ochtrup eG und die Volksbank Laer-Horstmar-Leer eG mit dem Sitz in Laer eine Bank mit dem neuen Namen Volksbank Ochtrup-Laer eG. Die Volksbank Laer-Horstmar-Leer eG entstand im Jahr 1995 durch die Fusion der Volksbank Horstmar-Leer e.G. mit dem Sitz in Horstmar mit der Volksbank Laer eG.

## Rechtsverhältnisse
Die Volksbank Ochtrup-Laer eG ist im Genossenschaftsregister beim Amtsgericht Steinfurt unter GnR 117 eingetragen.

## Organisationsstruktur
Rechtsgrundlagen sind das Genossenschaftsgesetz und die durch die Vertreterversammlung beschlossene Satzung. Organe der Bank sind der Vorstand, der Aufsichtsrat und die Vertreterversammlung.

## Sicherungseinrichtung
Die Volksbank Ochtrup-Laer eG ist der amtlich anerkannten Sicherungseinrichtung des Bundesverbandes der Deutschen Volksbanken und Raiffeisenbanken GmbH und der zusätzlichen freiwilligen Sicherungseinrichtung des Bundesverbandes der Deutschen Volksbanken und Raiffeisenbanken e.V. angeschlossen.

## Geschäftsausrichtung
Die Volksbank Ochtrup-Laer eG betreibt das Universalbankgeschäft. Im Verbundgeschäft arbeitet sie mit der DZ Bank, R+V Versicherung, Bausparkasse Schwäbisch Hall, Teambank, VR Smart Finanz, DZ Hyp und der Union Investment zusammen.

## Geschäftsgebiet
Das Geschäftsgebiet liegt im Westen des Kreises Steinfurt. Das Geschäftsgebiet umfasst Ochtrup, Wettringen, Horstmar, Laer, Leer, Langenhorst und Welbergen.
An diesen Orten betreibt die Bank Filialen:
- Ochtrup (Hauptstelle, jur. Sitz + 1 SB-Geschäftsstelle)
- Laer (Geschäftsstelle)
- Wettringen (Geschäftsstelle)
- Horstmar (Geschäftsstelle)
- Leer (Geschäftsstelle)
- Langenhorst (SB-Geschäftsstelle)